# Шиянов, Рустем Викторович
Рустем Викторович Шиянов (род. 14 апреля 1971, Куйбышев) — российский политик, член Совета Федерации (2005—2011).

## Биография
В 1999 году окончил Самарский государственный медицинский университет по специальности «Фармация».
С 1997 по 2000 год — заместитель директора по внешнеэкономическим связям ОАО «Пластик» (Самарская область, город Сызрань).
Был заместителем генерального директора по автопроизводству — управляющий ОАО «Ижевский машиностроительный завод».

### Политическая карьера
Член Совета Федерации Федерального Собрания Российской Федерации от Ульяновской области с июня 2005 по апрель 2011. Представлял в СФ исполнительный орган государственной власти Ульяновской области.
С июня 2005 по апрель 2006 — член Комитета СФ по промышленной политике, 2006 — заместитель председателя Комитета СФ по промышленной политике, с мая по июль 2006 — член Комитета СФ по промышленной политике, с мая 2006 по октябрь 2008 — член Комиссии СФ по делам молодежи и спорту, с июля 2006 — заместитель председателя Комитета СФ по промышленной политике, с февр. 2009 — член Комиссии СФ по физической культуре, спорту и развитию олимпийского движения.